# Древке, Дмитрий Владимирович
Древке Дмитрий Владимирович (22 мая 1978, Казань, СССР) — российский баскетболист, тяжёлый форвард. Мастер спорта России.

## Достижения
- Двукратный серебряный призёр чемпионата России (УНИКС - г. Казань) — сезоны 2000/2001, 2001/2002 гг.
- Бронзовый призёр чемпионата России (УНИКС Казань) — сезон 1999/2000 гг.
- Двукратный чемпион Суперлиги «Б» (БК «Спартак-Приморье» Владивосток) — сезон 2004/2005 гг., (БК «Стандарт» Тольятти) — сезон 2005/2006 гг.
- Участник чемпионата Европы среди молодёжных команд (1996 г.)
- Участник Матча всех звёзд (2000 г.)